# Mihnea I. Vlaški
Mihnea I.  (romunsko Mihnea cel Rău, v prevodu Krivični/Slabi/Zlobni) je bil od leta 1508 do 1509 vojvoda (ali knez) Vlaške, ki je na tem položaju zamenjal svojega bratranca Raduja IV. Velikega, * okrog 1462, † 12. marec 1510.
Bil je sin Vlada III. Drakule in njegove prve žene. Leta 1509 je vladal skupaj s svojim sinom Mirceo III. Drakulom. Med bojarji ni bil priljubljen, zato so ga z osmansko pomočjo strmoglavili in ga prisilili na beg v Transilvanijo, kjer je bil pred sibiujsko stolnico umorili in ga nato v njej pokopali.

## Borba za prestol
Mihnea si je po očetovi smrti prizadeval naslediti njegov položaj. S pomočjo bojarjev, ki so podpirali očeta,   je organiziral več pohodov. Leta 1508 se je končno dokopal do prestola, vendar ne za dolgo. Večina plemstva je pri njem prepoznala znani vzorec vlaškega domoljubja - tako kot njegov oče je bil vnet borec za krščanstvo in želel vzhodno Evropo brez turške vladavine in nasilja, vendar ga je zaradi korupcije na visokih položajih kmalu doletela očetova usoda.

## Družina
Zgodovinski viri omenjajo dve Mihneovi ženi. Prva je bila Smaranda, ki je umrla pred letom 1485. Druga je bila Vojka, ki je po Mihneovem umoru odvovela in se naselila v Sibiu v Transilvaniji. Z njo je imel dva sinova, Miloša in Mircea III. Drakula, ki je kasneje vzel naslov Mircea II., in hčerko Ruksandro.  
Ruksandra se je poročila z moldavskim knezom Bogdanom III..
Govorilo se je, da je imel tudi tretjega sina, Morsusa Atruma, rojenega na začetku očetove vladavine  leta 1508.

## Cel Rău
Frakcija craiovskih  bojarjev, ki je bila sovražno razpoložena tudi do Vlada III., je Mihneu dala vzdevek Cel Rău, ki pomeni slab ali zloben. Eden od Mihneovih najglasnejših nasprotnikov je bil menih Gavril Protul, ki je bil v tistem času opat in letopisec. Miheeova dejanja je takole opisal:
Mihnea je po prihodu na oblast takoj slekel ovčja oblačila in zamašil ušesa kot gad… Vse vplivne bojarje je vrgel v ječo, jih prisilil k trdemu delu, kruto zaplenil njihovo premoženje in celo v njihovi prisotnosti spal z njihovimi ženami. Nekaterim je odrezal nosove in ustnice, druge obesil in tretje utopil.
Mihnea se je očitno na očetov način maščeval svojim nasprotnikom, vendar zaradi prekratke vladavine pomanjkanja priložnosti ni dosegel ravni svojega očeta.  

## Smrt
Po pobegu iz Vlaške leta 1510 so ga zasledovalci ujeli med mašo v katoliški cerkvi v Craiovi. Ko je po maši je zapuščal cerkev, ga je do smrti zabodel najeti morilec Dimitrije Jakšić.  Pokopali so ga v cerkvi, pred katero je bil umorjen. Njegov grob se še vedno obiskuje.
| Mihnea I. Vlaški Dinastija DrakuličRojen: 1472 Umrl: 12. marec 1510 |                       |                        |
| Vladarski nazivi                                                    |                       |                        |
| Predhodnik: Radu IV.                                                | Vlaški knez 1508–1509 | Naslednik: Mircea III. |

1. ↑  http://genealogy.euweb.cz/balkan/basarab.html#MR